# Nuncjusze apostolscy w Kenii
Nuncjusze apostolscy w Kenii – nuncjusze apostolscy w Kenii są reprezentantami Stolicy Apostolskiej przy rządzie Kenii. Nuncjatura apostolska mieści się w Nairobi. Kenia utrzymuje stosunki z Watykanem 19 czerwca 1965 (1963 uzyskanie niepodległości). 

## Nuncjusze apostolscy w Kenii
| lp. | lata      | nuncjusz              | kraj pochodzenia  |
| --- | --------- | --------------------- | ----------------- |
| 1   | 1965–1967 | Guido del Mestri      | Włochy            |
| 2   | 1967–1976 | Pierluigi Sartorelli  | Włochy            |
| 3   | 1976–1981 | Agostino Cacciavillan | Włochy            |
| 4   | 1981–1982 | Giuseppe Ferraioli    | Włochy            |
| 5   | 1983–1995 | Clemente Faccani      | Włochy            |
| 6   | 1996–2004 | Giovanni Tonucci      | Włochy            |
| 7   | 2002–2012 | Alain Lebeaupin       | Francja           |
| 8   | 2013–2018 | Charles Balvo         | Stany Zjednoczone |
| 8   | od 2019   | Hubertus van Megen    | Holandia          |

## Źródła zewnętrzne
- Krótka nota na Catholic-Hierarchy (ang.)